# 数论颂
《数论颂》是印度哲学中数论派的主要文献，是该派现存的最古老文献。其所作具体年代不明，但从其汉译《金七十论》的译者真谛（公元499-569年）的生卒年来看，《数论颂》的成书年代绝不会晚于公元569年。有人认为是在公约4世纪左右成书，其作者传统上认为是自在黑（活跃时间在约公元350年左右）。
《数论颂》共有72颂，不过原本可能只有70颂。据《数论颂》文中自述，作者的思想源自智者迦毗罗，其后传至阿修利（Āsuri），再传至般尸诃（Pañcaśikha），“般尸诃传与褐伽，褐伽传与优楼佉，优楼佉传与跋婆利，跋婆利传与自在黑，如是次第。”

## 内容
《数论颂》中包含了数论派的主要理论“二元二十五谛”，即认为认为世间事物及人生现象均是由两个实体相互作用、结合后，从而转变出来的，即“自性”和“神我”，称之为“二元”，而神我作用于自性时，自性内部就开始变化，逐步演变出各种世间现象，即“二十五谛”。这种说法属于印度哲学史上典型的转变说理论。《数论颂》认为，当人认识辨别出了事物形成的本来面目时，各种事物回归自性，自性和神我各自独存，人就能跳出轮回，获得解脱。

## 注本
《数论颂》主要有五种注释本：
1. 其一是乔荼波陀（英语：Gaudapada）所作的《乔荼波陀注》（Gauḍapāda-bhāṣya，约7～8世纪出现）[1]；
2. 其次是《金七十论》，作者不详，公元6世纪由真谛法师译为汉文，其原文梵本已不存，仅存汉译[6]；
3. 《道理之光》（Yuktidipikā），约公元6世纪出现，作者不详，其中世抄本于20世纪中叶被发现[7]；
4. 《摩特罗评注》（Māthara-vṛtti，8世纪左右出现）[3]
5. 《明谛论》（Tattva-kaumudī，9世纪婆察斯巴蒂·弥尸罗（英语：Vāchaspati Misra）所作）[3]